# Sede vacante

Herb obecnego kamerlinga, kard. Kevina Farrella

Sede vacante (od łac. sedes vacans – „nieobsadzona stolica” lub „pusty tron”; forma sede vacante to ablativus absolutus i znaczy: „przy nieobsadzonej stolicy”; pokr. sedis vacantia – „stan nieobsadzenia stolicy”), sediswakancja – w Kościele katolickim termin określający okres, w którym stolica biskupia jest nieobsadzona.
Kodeks prawa kanonicznego z 1983 stosuje to określenie zarówno wobec wakansu Stolicy Apostolskiej (diecezji rzymskiej – sede Romana vacante), jak i każdej innej diecezji. Sede vacante trwa do momentu objęcia diecezji przez nowego biskupa. Administrowanie jest w tym czasie ograniczone do spraw najniezbędniejszych, gdyż obowiązuje zasada nihil innovetur (niczego nie należy zmieniać).

## Sede vacanteStolicy Apostolskiej
Sede vacante Stolicy Apostolskiej (łac. Apostolica sedes vacans) rozpoczyna się po śmierci lub rezygnacji papieża. W tym momencie władzę w Stolicy Apostolskiej i w całym Kościele katolickim przejmuje tymczasowo Kolegium Kardynałów z dziekanem na czele. Z kolei w Watykanie administrację przejmuje kamerling, pełniąc w ten sposób funkcję tymczasowej głowy Państwa Watykańskiego. Sede vacante trwa do wyboru nowego papieża przez konklawe. W średniowieczu, a także okresach późniejszych sede vacante trwała nieraz bardzo długo, z różnych powodów. Najdłuższe jej okresy miały miejsce w latach 1241–1243, 1268–1271, 1314–1316. Reorganizacja dokonana przez Pawła VI (Romano Pontifici eligendo) przyczyniła się do usprawnienia wyboru nowego papieża.
W czasie wakatu Stolicy Apostolskiej ustaje władza rządzenia wszystkich urzędów kierowniczych Kurii Rzymskiej, niemniej wybrane urzędy zachowują lub otrzymują szczególne kompetencje:
- Kolegium Kardynałów – nie ma żadnej władzy wykonawczej i ustawodawczej, ma natomiast prawo wyboru nowego papieża, możliwość interpretacji prawa w zakresie wyboru nowego papieża oraz prawo kolegialnego podejmowania decyzji w najwyższej i niecierpiącej zwłoki sprawach ważnych dla Kościoła, jeżeli wakuje urząd kamerlinga i penitencjarza większego wówczas ma prawo wyznaczyć pełniących obowiązki tych urzędów,
- kongregacja partykularna – zespół trzech wylosowanych kardynałów (po jednym z każdego stopnia) pod przewodnictwem kamerlinga, którzy mają prawo decyzyjne w sprawach organizacyjnych związanych z pogrzebem papieża i przygotowaniem do konklawe – zmiana składu i kolejne losowanie odbywa się co 3 dni
- kamerling – zachowuje urząd, ale odpowiada przed Kolegium Kardynałów, stwierdza zgon papieża i informuje o tym  wikariusza generalnego diecezji rzymskiej oraz dziekana Kolegium, przejmuje w zarząd i zabezpiecza Pałac Apostolski, pałac na Lateranie i w Castel Gandolfo, przejmując w nich władzę administracyjną, przygotowuje pogrzeb papieża
- dziekan Kolegium Kardynalskiego – informuje o śmierci papieża kardynałów i korpus dyplomatyczny oraz zwołuje konklawe i jemu przewodniczy
- wikariusz generalny Rzymu – zachowuje urząd, ale odpowiada przed Kolegium kardynałów, ogłasza publicznie śmierć papieża
- prefekci dykasterii i sekretarz stanu – tracą urząd, a zarząd administracyjny nad dykasteriami bez prawa decyzji wiążących przejmują ich zastępcy (sekretarze)
- penitencjarz większy, archiprezbiter bazyliki watykańskiej, wikariusz generalny Państwa Watykańskiego i legaci papiescy zachowują urząd, odpowiadając przed Kolegium Kardynalskim
- Najwyższy Trybunał Sygnatury Apostolskiej i Trybunał Roty Rzymskiej nie przerywają procesów
- mistrz papieskich ceremonii liturgicznych i ceremoniarze – zachowują urząd i pozostają w dyspozycji kardynałów, ponadto mistrz papieskich ceremonii liturgicznych uczestniczy w stwierdzeniu śmierci papieża, zamyka kardynałów na konklawe od wewnątrz i z dwoma ceremoniarzami oraz pomocnikami niedomagających elektorów wspiera kardynałów w czasie wyborów, opuszczając jednak kaplicę Sykstyńską w czasie głosowania, przechodząc do mniejszego pomieszczenia obok kaplicy, sporządza akt notarialny z przyjęcia wyboru przez elekta.

Jeśli zmarły papież pozostawił testament i ustanowił jego wykonawcę, to wykonawca testamentu ma za zadanie wykonać ostatnie życzenia papieża, ale ze swych poczynań zdaje relację wyłącznie nowemu papieżowi.
Podczas sede vacante Stolica Apostolska posługuje się herbem kardynała kamerlinga. Za tarczą herbową znajdują się dwa skrzyżowane klucze i rozpostarty parasol. Klucze to ewangeliczny symbol władzy danej Piotrowi przez Jezusa Chrystusa. Parasol to tzw. umbraculum, rodzaj uroczystego  baldachimu, który był rozkładany nad kardynałami elektorami i po dokonanym wyborze składany u wszystkich, z wyjątkiem wybranego.
Szczegółowe zasady wakatu Stolicy Apostolskiej  regulują kanony kan. 332 § 2 i 355 KPK (kan. 44 § 2 KKKW), oraz przede wszystkim konstytucja apostolska Universi Dominici gregis.

## Sede vacantekatolickich patriarchatów wschodnich
Wakat patriarchatu rozpoczyna się od śmierci patriarchy lub od jego rezygnacji z urzędu. Tymczasową władzę przejmuje wówczas najstarszy święceniami biskup eparchii patriarchy lub synodu patriarchalnego, który o tym fakcie zawiadamia papieża i zwołuje synod biskupów Kościoła patriarchalnego.
Synod biskupów zebrany zostaje w siedzibie patriarchy w obecności co najmniej dwóch trzecich eparchów Kościoła. Wyboru nowego patriarchy dokonuje się za zamkniętymi drzwiami przez głosy bezwzględnej większości elektorów. Po dokonanym wyborze, jeśli elekt przyjął wybór, synod zostaje zawieszony i następuje zgodna z prawem sui iuris intronizacja patriarchy, która kończy wakat stolicy.
Synod i nowy patriarcha informują papieża i innych patriarchów o dokonanym wyborze. Ponadto nowy patriarcha składa wyznanie wiary i prosi papieża o znak jedności.
Synod wyborczy musi być zwołany w ciągu miesiąca od rozpoczęcia sede vacante. Wybory nie powinny trwać dłużej niż 14 dni, a elekt musi potwierdzić przyjęcie wyboru w ciągu 2 dni.
Zasady wyboru patriarchy reguluje Kodeks kanonów Kościołów wschodnich zwłaszcza w kan. 63–77 oraz 126–132.

## Sede vacanteinnych diecezji
Sede vacante w innych diecezjach rozpoczyna się po śmierci ordynariusza, po przyjęciu jego rezygnacji, przeniesieniu lub pozbawieniu urzędu (jeśli nie był wyznaczony biskup koadiutor). Tymczasową władzę przejmuje biskup pomocniczy (przy większej liczbie najstarszy nominacją) albo inny kapłan z wykazu, który winien być sporządzony przez ordynariusza. Następnie kolegium konsultorów powinno wybrać administratora diecezjalnego. Jego urząd wygasa, gdy diecezję obejmuje mianowany przez papieża nowy biskup.
Zasady wakatu stolicy biskupiej reguluje dla Kościoła łacińskiego Kodeks prawa kanonicznego, w kan. 416–430, oraz dla katolickich Kościołów wschodnich Kodeks kanonów Kościołów wschodnich, w kan. 219–234.